# Corre
Corre là một xã thuộc tỉnh Haute-Saône trong vùng Bourgogne-Franche-Comté phía đông nước Pháp.

## Geography
The Côney flows southward through the middle of the commune, crosses the village, then flows into the Saône, which forms most of the commune's southwestern border.